# Besleria barclayi
Besleria barclayi är en tvåhjärtbladig växtart som beskrevs av L.E. Skog. Besleria barclayi ingår i släktet Besleria och familjen Gesneriaceae. Inga underarter finns listade i Catalogue of Life.